# Os Mutantes diskografi
Os Mutantes har hittills släppt elva studioalbum, två livealbum, tre samlingsalbum, åtta singlar, fyra EP-singlar och en DVD.

## Studioalbum
- 1968 – Os Mutantes
- 1969 – Mutantes
- 1970 – A Divina Comédia ou Ando Meio Desligado
- 1971 – Jardim Elétrico
- 1972 – Mutantes e Seus Cometas no País do Baurets
- 1974 – Tudo Foi Feito Pelo Sol
- 1992 – O A e o Z
- 2000 – Tecnicolor
- 2009 – Haih Or Amortecedor
- 2013 – Fool Metal Jack
- 2020 – Zzyzx

## Livealbum
- 1976 – Mutantes Ao Vivo
- 2006 – Mutantes Ao Vivo - Barbican Theatre, Londres 2006

## Samlingsalbum
- 1968 – Tropicália: ou Panis et Circenses
- 1999 – Everything is Possible: The Best of Os Mutantes
- 2006 – De Volta Ao Planeta Dos Mutantes

## EP-singlar
- 1968 - A Voz do Morto/Baby/Marcianita/Saudosismo (med Caetano Veloso)
- 1969 - Fuga n° II/Adeus, Maria Fulô/Dois Mil e Um/Bat Macumba
- 1970 - Hey Boy/Desculpe Babe/Ando Meio Desligado/Preciso Urgentemente Encontrar Um Amigo
- 1976 - Cavaleiros Negros/Tudo Bem/Balada do Amigo

## Singlar
- 1976 - Suicida/Apocalipse (som "O'Seis")
- 1968 - É Proibido Proibir/Ambiente de Festival
- 1968 - A Minha Menina/Adeus Maria Fulô
- 1969 - Dois Mil e Um/Dom Quixote
- 1969 - Ando Meio Desligado/Não Vá Se Perder Por Aí
- 1971 - Top Top/It's Very Nice Pra Xuxu
- 1972 - Mande Um Abraço Pra Velha
- 2008 - Mutantes Depois

## DVD
- 2006 - Mutantes Ao Vivo - Barbican Theatre, Londres 2006